# 洁蒂·阿兹
丹斯里洁蒂·阿兹（英语和马来语：Y.M. Tan Sri Dato' Sri Dr. Ungku Zeti Akhtar Aziz，中文名洁蒂；1947年8月27日—），生于马来西亚柔佛州新山，是一名马来西亚籍女性混血儿、经济学博士以及金融学家。她是马来西亚国家银行的第七任总裁、亚洲金融研究所（AIF）和金融领袖国际中心（ICLIF）的现任主席、伊斯兰金融教育国际中心（INCEIF）现任名誉校长以及亚洲商学院（Asia School of Business）的校董会主席，是马来西亚历史上在位第二久的央行总裁，也是全亚洲历史上第一位担任央行总裁的女性。
自2000年5月起担任马来西亚国家银行总裁，在其担任央行总裁的两年后就获得美國全球金融雜誌的A級評等（Grade A），短短15年中有12年都获得A級評等荣誉（Grade A）。世界排名方面她与截止2015年就任18年了的台湾央行总裁以 12A 的成绩并列世界第一名。此外洁蒂也被评为「金融界最具影响力的女性」和「全球最佳央行总裁」。
2016年4月30日，在马来西亚国家银行服务了36年和就任总裁16年的洁蒂在傍晚时间正式步出国家银行总部，结束其职业生涯并光荣退休。繼任马来西亚国家银行总裁为慕哈末依布拉欣。

## 早年生活
洁蒂于1947年8月27日在英属马来亚柔佛新山出世，父亲翁姑·阿都·阿兹教授是一名拥有马来人、洋人和切尔克斯人血统的双重国籍人士（英国国籍以及马来西亚国籍）；母亲 Sharifah Azah Mohamed Alsagoff 则是拥有马来人和阿拉伯人血统的混血儿。
1958年，洁蒂开始在阿松大女中接受中学教育。中五毕业之后她到圣约翰国民中学开始修读大学先修班中六课程。1970年，她毕业于马来亚大学的经济学，并取得了学士学位。之后她在美国宾夕法尼亚大学继续修读经济学，之后成功在该大学取得博士学位。
洁蒂在毕业前曾写过一篇关于对资本流动和货币管理的论文，该论文得到国际上许多经济学家赞赏。

## 事业
洁蒂于1979年开始在东南亚中央银行培训与研究中心任职经济分析员，从此开始了她的职业生涯。
1984年，她被马来西亚政府邀请加入马来西亚国家银行担任经济部副经理。1998年，馬來西亞在經歷亞洲金融風暴時上任马来西亚国家银行副总裁一职，扮演著拯救马来西亚經濟的角色。潔蒂在1998年亞洲金融危機，馬幣暴跌，大馬經濟面對空前的衰退7%時，推出當時飽受许多人民以及国际专家批評的資金管制政策，將馬幣與美元定匯止血，並直接反对由國際貨幣基金組織（IMF）建議的“緊縮”政策，大幅降低利率，以低利率幫助人民和企業渡過難關，成功讓大馬安渡危機，有關政策經過這些年，終於獲得國際，包括IMF的認可，證明當初她的作法是正確的。 
2000年5月，洁蒂成为马来西亚国家银行的第七任总裁，也是该央行以及全亚洲第一位担任总裁的女性。
2003年，洁蒂在位两年多后第一次被全球金融雜誌评选为全球最佳国家央行总裁之一，并给与她A级评价。
2008年，连续5年获得A级评等的洁蒂于此年全球金融雜誌的评价从A级降至B级，这是洁蒂在任8年以来第一次降级。
2009年，洁蒂在全球金融雜誌的评价从B级升回A级，同时也获得全球最佳央行行長的荣誉。同年她被任命为亚洲金融研究所的主席。
2011年5月20日，她被彭博新闻社的专栏作者 William Pesek 评为四大最有能力领导国际货币组织（IMF）的国家银行总裁。
2015年，洁蒂获得全球金融雜誌评选为全球最佳国家央行总裁之一，给予她“A级”评价，这也是她第十二次得到这个荣誉，获得12A的她与中華民國央行總裁彭淮南并列世界第一名。
2015年11月13日，在马来西亚国家银行服务了35年的洁蒂宣布将在2016年4月任期届满后退休，不再连任。
2016年4月30日，在任已经16年之久的洁蒂卸任，马来西亚宣布由目前担任副总裁的穆罕默德·依布拉欣（Muhammad Ibrahim）为新一届央行总裁，于5月1日正式上任。
2018年5月，洁蒂受委为“元老理事会”（Council of Eminent Persons）五名成员之一，为新政府提供经济与财政事务建议，其他成员包括达因·再努丁、郭鹤年、佐摩·桑达兰和哈山·玛里肯。该理事会负责在新政府上任初期提供政策建议。
同年7月，她出任国家投资公司（PNB）集团主席，并成为森那美地产首位女性主席。

## 得奖与荣誉

### 全球金融雜誌评估
- 2003年：Grade A
- 2004年：Grade A
- 2005年：Grade A
- 2006年：Grade A
- 2007年：Grade A
- 2008年：Grade B
- 2009年：Grade A [3]
- 2010年：Grade A
- 2011年：Grade A
- 2012年：Grade A
- 2013年：Grade A
- 2014年：Grade A
- 2015年：Grade A [2]

### 彭博新闻社评估
- 2011年：四大最有能力领导国际货币组织（IMF）的国家银行总裁[11]

### 英国金融时报评估
- 2003年：亚洲最佳央行总裁
- 2009年：全球最佳央行总裁[3]